# Tyskland i Junior Eurovision Song Contest
Tyskland debuterade i Junior Eurovision Song Contest 2020 och har till och med 2024 deltagit 4 gånger. Därmed har även alla länder i The Big Five deltagit.
Tyskland skulle ha deltagit redan i den första upplagan 2003, men drog sig ur. Detta upprepades 2004. Därefter har landet nekat deltagande, men skickat observatörer till olika upplagor av tävlingen, senast 2019. Den 8 juli 2020 kom beskedet att landet debuterar år 2020.
Väl i tävlingen 2020 hamnade man på sista plats av tolv tävlande med 66 poäng.  
År 2021 skickade man Pauline med låten ”Imagine Us” till Paris där tävlingen hölls. Pauline slutade på en sjuttonde plats med 61 poäng.   
År 2022 valde Tyskland att avstå att tävla, med hänvisning till att man skulle ta en "kreativ paus". Tyskland återvände till tävlingen 2023 och representerades då av FIA med låten "Ohne Worte". Bidraget blev det första som helt var på tyska och framfördes även på teckenspråk. FIA slutade på en nionde plats, vilket är landets hittills bästa placering.   

## Deltagare
| År               | Artist  | Bidrag                 | Översättning           | Placering | Poäng |
| 2020             | Susan   | "Stronger with you"    | Starkare med dig       | 12        | 66    |
| 2021             | Pauline | ”Imagine us”           | Föreställ dig oss      | 17        | 61    |
| Deltog inte 2022 |         |                        |                        |           |       |
| 2023             | FIA     | "Ohne Worte"           | Utan ord               | 9         | 107   |
| 2024             | Bjarne  | "Save The Best For Us" | Spara det bästa åt oss | 11        | 71    |